# FC Winterthur/Saison 2014/15
Dieser Artikel hat den FC Winterthur in der Saison 2014/15 zum Thema. Der FC Winterthur erreichte in dieser Saison in der Challenge League den 4. Platz und schied im Schweizer Cup in der 2. Runde gegen den amtierenden Schweizer Meister FC Basel aus.

## Saisonverlauf

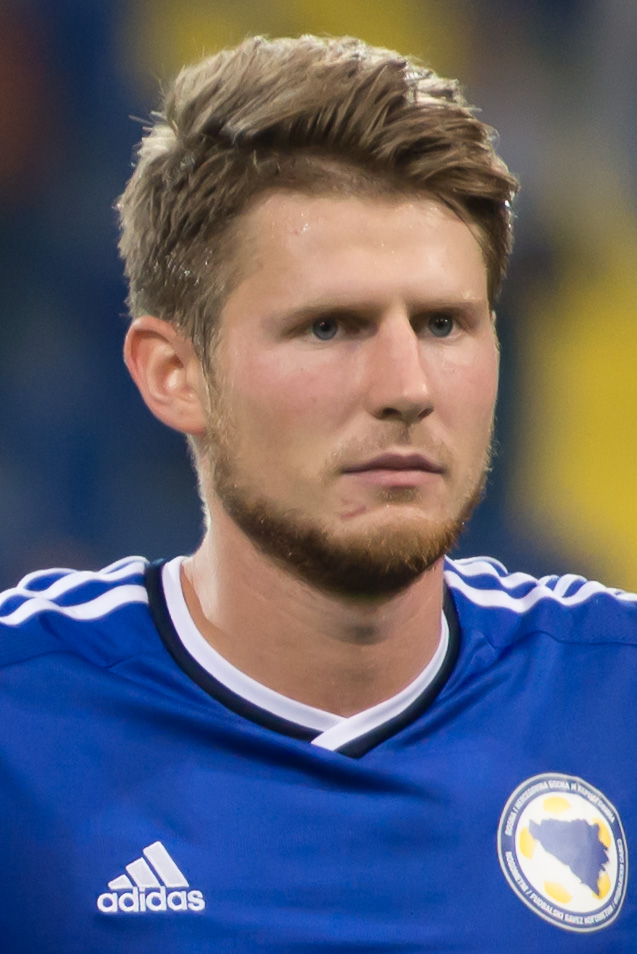
Neuzugang Sead Hajrović im September bei einem Spiel der U21-Nationalmannschaft Bosnien und Herzegowinas

### Vorbereitung
Das wichtigste Ereignis in der Vorbereitung stand erst zwei Wochen vor dem Meisterschaftsstart fest, obwohl sich der Trainerwechsel schon länger angekündigt hatte: Nach fünf Jahren und der schlecht gelaufenen Vorsaison wurde Trainer Boro Kuzmanovic entlassen und mit Jürgen Seeberger ein neuer Trainer eingestellt. Der Deutsche führte bei seiner letzten Anstellung in der Schweiz den FC Schaffhausen von der dritthöchsten Liga in die Super League. Zuletzt war er arbeitslos, nachdem sich der SV Darmstadt 98 im Dezember 2012 nach einem halben Jahr von ihm getrennt hatte.
An der Transferfront stand bereits im Mai fest, dass beispielsweise Innenverteidiger Sead Hajrović, Bruder von Izet Hajrović, von GC zum FCW wechseln wird. Weitere wichtige Verpflichtungen waren João Paiva, der in der letzten Saisons Wohlens bester Torschütze war und als zweiter Innenverteidiger Dennis Iapichino vom FC Basel. Bei den Torhüter kam es quasi zu einem Tausch zwischen dem FCW und dem FC Thun: Während Christian Leite den FCW in Richtung der Berner Oberländer verlässt, kommt dafür der bisherige zweite Torhüter David Moser auf Leihbasis zu Winterthur. Der bekannteste Abgang ist jener des 33-jährigen Sawas Exouzidis, der im verjüngten Team Seebergers keinen Platz mehr fand. Ebenfalls verliess Kristian Kuzmanovic den Verein Richtung Vaduz, nachdem sein Vater entlassen worden war. Bei den Vorbereitungsspielen konnte der FC Winterthur keine schlechte Bilanz gegen durchaus starke Gegner vorweisen: Drei Siege gegen den Grasshopper Club Zürich, den FC Tuggen und SC Freiburg, zwei Niederlagen gegen den FC Luzern, die BSC Young Boys sowie zwei Remis gegen den SSV Jahn Regensburg und den FC Zürich.

### Hinrunde
Die Hinrunde startete für Winterthur am 21. Juli im aufgrund des Gegentribünen-Umbaus aus Sicherheitsgründen nur rund 5'000 Zuschauer fassenden Schützenwiese gegen den FC Wil. Der 4:0-Sieg gegen die Wiler war der Beginn eines ersten guten Meisterschaftsdrittel des FC Winterthur: Bis Ende September konnten von zehn Spielen sechs gewonnen werden und nur dreimal resultierte eine Niederlage. Damit lag der FC Winterthur zu dieser Zeit auf dem zweiten Platz mit fünf Punkten Rückstand auf den überraschenden Leader FC Wohlen. Danach liess die Mannschaft jedoch leicht nach und aus den restlichen acht Spielen der Hinrunden konnte nur noch zweimal die maximale Punktzahl verbucht werden, wodurch der Abstand zur Spitze bis zur Halbzeitpause auf 9 Zähler anwuchs, der Verein überwinterte damit auf dem 4. Platz, ein Aufstiegskandidat waren die Winterthur nach der zweiten Hälfte der Hinrunde jedoch auch nicht mehr. Trotz allem lässt sich eine stärkere Vorrunde als letztes Jahr bilanzieren und ein guter erster Eindruck des Trainers, in der Einzelkritik des Landboten trat Captain Patrick Bengondo hervor, der an jedem zweiten Tor beteiligt war.

### Rückrunde
Die Rückrundenvorbereitung begann für den FCW wie jedes Jahr mit einem Auftritt an den Hallenmasters, wo er das Finale gegen den FC Schaffhausen mit 3:7 verlor. Die restliche Vorbereitung verlief ruhig mit Siegen gegen YF Juventus Zürich, FC Tuggen und TSV Havelse, Niederlagen gegen den FC St. Gallen und FC St. Pauli (in Belek, Türkei) sowie Unentschieden gegen die Grasshoppers und Ruch Chorzów aus Polen. Bemerkenswert war dabei das erste Tor von St. Pauli gegen Winterthur, dass nach gerade einmal 5 Sekunden durch einen Fernschuss ab der Mittellinie fiel. Zudem konnte der FCW mit Christian Fassnacht vom FC Tuggen und Marco Trachsel zwei Neuzuzüge verzeichnen, Abgänge gab es keine in der Winterpause. Ausserdem kam mit Urs Wolfensberger ein neuer Assistenztrainer auf die Schützenwiese.
In die Rückrunde startete der FCW weniger rund als noch zur Hinrunde. Die ersten sieben Spiele waren ein Auf und Ab mit drei Siegen, zwei Niederlagen und einem Unentschieden. Danach brach der FCW jedoch ein und er holte in den folgenden sechs Spielen gerade einmal einen einzigen Punkt – eine schlechtere Ausbeute holten die Winterthurer zuletzt in der Saison 2003/04. Obwohl der FCW trotz dieser sieglosen Phase den Platz sogar halten konnte, wuchs der Abstand zum Führenden von 11 auf 33 Punkte an und er verlor damit den Anschluss an die erweiterte Spitzengruppe. Da halfen dann auch die 14 Punkte aus den letzten sechs Spielen nicht mehr um diesen Einbruch zu korrigieren.
Der FCW beendete die Saison schliesslich mit 53 Punkten auf dem 4. Platz – 21 Zähler hinter Aufsteiger Lugano. Der Landbote bilanzierte dem FCW letztendlich eine «ordentliche Saison», vermisste jedoch ein weiteres Mal die «nötige Winnermentalität». Bemerkenswert an der Saison war 2014/15 war auch die Heimstärke und gleichzeitig Auswärtsschwäche des FCW: Während er in der Heimtabelle das zweitbeste Team vier Punkte hinter Aufsteiger Lugano war, war er auswärts gegenteilig das zweitschlechteste Team der Liga, gerade mal mit einem Punkt mehr als der Tabellenletzte FC Biel, der dank eines Lizenzentzugs von Servette Genf jedoch nicht absteigen muss.

## Kader Saison 2014/15
Kader, basierend auf Angaben der Webseite der Swiss Football League (SFL), abgerufen am 29. Dezember 2016
| Nummer     | Spieler             | Geburtstag         | Nationalität | Im Team seit | Letzter Verein              |
| Tor        | Tor                 | Tor                | Tor          | Tor          | Tor                         |
| ---------- | ------------------- | ------------------ | ------------ | ------------ | --------------------------- |
| 1          | Matthias Minder     | 3. Februar 1993    | Schweiz      | 2012         | eigene Jugend               |
|            | David Moser         | 24. März 1989      | Schweiz      | 2014         | FC Thun                     |
| 18         | Yannick Bünzli      | 31. Dezember 1994  | Schweiz      | 2014         | eigene Jugend               |
| Abwehr     |                     |                    |              |              |                             |
| 3          | Paulinho            | 14. Juli 1982      | Brasilien    | 2013         | FC Lugano                   |
| 4          | Sead Hajrović       | 4. Juni 1993       | Schweiz      | 2014         | Grasshopper Club Zürich     |
| 5          | Stefan Iten         | 5. Februar 1985    | Schweiz      | 2009         | FC Vaduz                    |
| 14         | Patrik Schuler      | 14. März 1990      | Schweiz      | 2009         | eigene Jugend               |
| 15         | Dennis Iapichino    | 27. Juli 1990      | Schweiz      | 2014         | D.C. United (USA)           |
| 17         | Marco Köfler        | 14. November 1990  | Österreich   | 2014         | SV Kapfenberg (AUT)         |
| 21         | Patrik Baumann      | 29. Juli 1986      | Schweiz      | 2013         | vereinslos                  |
| 23         | Jan Elvedi          | 30. September 1996 | Schweiz      | 2014         | eigene Jugend               |
| 25         | Manuel Akanji       | 19. Juli 1995      | Schweiz      | 2015         | eigene Jugend               |
| 27         | Tobias Schättin     | 5. Juni 1997       | Schweiz      | 2014         | eigene Jugend               |
| Mittelfeld |                     |                    |              |              |                             |
| 7          | Kristian Nushi      | 21. Juli 1982      | Kosovo       | 2014         | FC St. Gallen               |
| 8          | Antonio Marchesano  | 18. Januar 1991    | Schweiz      | 2013         | AC Bellinzona               |
| 10         | Amin Tighazoui      | 20. April 1989     | Frankreich   | 2014         | FC Vaduz                    |
| 13         | Gianluca D’Angelo   | 13. März 1991      | Schweiz      | 2013         | AC Bellinzona               |
| 19         | Mario Budimir       | 25. Januar 1995    | Schweiz      | 2012         | eigene Jugend               |
| 20         | Sandro Foschini     | 7. Februar 1988    | Schweiz      | 2014         | FC Aarau                    |
| 22         | Stefano Milani      | 13. Januar 1991    | Schweiz      | 2014         | FC Wohlen                   |
| 29         | Tunahan Çiçek       | 12. Mai 1992       | Türkei       | 2013         | FC St. Gallen U21           |
| Angriff    |                     |                    |              |              |                             |
| 9          | Patrick Bengondo    | 27. September 1981 | Schweiz      | 2011         | FC Winterthur               |
| 11         | João Paiva          | 8. Februar 1983    | Portugal     | 2013         | FC Wohlen                   |
| 16         | Christian Fassnacht | 11. November 1993  | Schweiz      | 2015         | FC Tuggen                   |
| 24         | Genc Krasniqi       | 12. Februar 1994   | Schweiz      | 2014         | Grasshopper Club Zürich U21 |
| 31         | Simon Mesonero      | 10. Juni 1995      | Schweiz      | 2013         | eigene Jugend               |

## Transfers
Transfers, basierend unter anderem auf Angaben der Webseite der Swiss Football League (SFL), abgerufen am 29. Dezember 2016
| Zugänge             | Zugänge                     | Zugänge             | Zugänge         |
| Name                | abgebender Verein           | Transferart         | Transferperiode |
| ------------------- | --------------------------- | ------------------- | --------------- |
| Yannick Bünzli      | FC Winterthur U21           | eigene Jugend       | Sommer 2014     |
| Jan Elvedi          | FC Winterthur U18           | eigene Jugend       | Sommer 2014     |
| Sandro Foschini     | FC Aarau                    | Leihe               | Sommer 2014     |
| Sead Hajrović       | Grasshopper Club Zürich     | Transfer            | Sommer 2014     |
| Dennis Iapichino    | D.C. United                 | ablösefrei          | Sommer 2014     |
| Marco Köfler        | SV Kapfenberg               | ablösefrei          | Sommer 2014     |
| Stefano Milani      | FC Wohlen                   | Leihe               | Sommer 2014     |
| David Moser         | FC Thun                     | Leihe               | Sommer 2014     |
| Kristian Nushi      | FC St. Gallen               | ablösefrei          | Sommer 2014     |
| João Paiva          | FC Wohlen                   | ablösefrei          | Sommer 2014     |
| Christian Fassnacht | FC Tuggen                   | ?                   | Winter 2015     |
| Marco Trachsel      | Grasshopper Club Zürich U21 | Leihe               | Winter 2015     |
| Abgänge             |                             |                     |                 |
| Name                | aufnehmender Verein         | Transferart         | Transferperiode |
| Marco Aratore       | FC St. Gallen               | Leihende (FC Basel) | Sommer 2014     |
| Davide D’Acunto     | FC Tuggen                   | ablösefrei          | Sommer 2014     |
| Jonas Elmer         | FC Biel                     | ?                   | Sommer 2014     |
| Sawwas Exouzidis    | FC Wohlen                   | ablösefrei          | Sommer 2014     |
| Simon Grether       | FC Wohlen                   | Leihende (FC Basel) | Sommer 2014     |
| Kevin Hediger       | FC Thalwil                  | ablösefrei          | Sommer 2014     |
| Kristian Kuzmanovic | FC Vaduz                    | Transfer            | Sommer 2014     |
| Christian Leite     | FC Thun                     | ablösefrei          | Sommer 2014     |
| Janko Pacar         | FC Chiasso                  | ?                   | Sommer 2014     |
| Fabian Ritter       | vereinslos                  | Leihende (FC Basel) | Sommer 2014     |
| Daniel Sereinig     | FC Schwarzach               | ablösefrei          | Sommer 2014     |
| Denis Simijonovic   | FC Schwamendingen           | ablösefrei          | Sommer 2014     |
| Sascha Studer       | Mansfield Town              | ablösefrei          | Sommer 2014     |
| Nicola Zuffi        | YF Juventus Zürich          | ?                   | Sommer 2014     |

Ausserdem war der vom FC Locarno kommende Aleksandar Zarkovic im Sommer noch kurz bei Winterthur, löste den Vertrag aber gleich wieder auf und wechselte weiter zum FC Schaffhausen.

## Resultate

### Challenge League

#### Hinrunde
| 21. Juli 2014, 19:45 Uhr 1. Runde | FC Winterthur                 | 4:0            | FC Wil      | Stadion Schützenwiese, Winterthur Zuschauer: 2'500 Schiedsrichter: Fähndrich |
| 21. Juli 2014, 19:45 Uhr 1. Runde | Paiva 7′ 36′ 79′ Bengondo 60′ | Spieltelegramm | Schäppi 65′ | Stadion Schützenwiese, Winterthur Zuschauer: 2'500 Schiedsrichter: Fähndrich |

| 26. Juli 2014, 17:45 Uhr 2. Runde | FC Lugano                     | 2:1            | FC Winterthur                                        | Stadio di Cornaredo, Lugano Zuschauer: 3'225 Schiedsrichter: Schnyder |
| 26. Juli 2014, 17:45 Uhr 2. Runde | Da Silva 3′ (Penalty) 17′ 63′ | Spieltelegramm | D’Angelo 2′ 34' Bengondo 10′ (Penalty) Tighazoui 79′ | Stadio di Cornaredo, Lugano Zuschauer: 3'225 Schiedsrichter: Schnyder |

| 2. August 2014, 17:45 Uhr 3. Runde | FC Winterthur                    | 1:0            | FC Chiasso                             | Stadion Schützenwiese, Winterthur Zuschauer: 2'900 Schiedsrichter: Amhof |
| 2. August 2014, 17:45 Uhr 3. Runde | Paiva 26′ Bengondo 51′ Çiçek 65′ | Spieltelegramm | Monighetti 16′ Diarra 30′ Sembroni 49′ | Stadion Schützenwiese, Winterthur Zuschauer: 2'900 Schiedsrichter: Amhof |

| 9. August 2014, 17:45 Uhr 4. Runde | FC Winterthur                                                 | 4:3            | FC Biel                                                                               | Stadion Schützenwiese, Winterthur Zuschauer: 3'100 Schiedsrichter: Fähndrich |
| 9. August 2014, 17:45 Uhr 4. Runde | Bengondo 20′ Çiçek 54′ D’Angelo 83′ Paulinho 87′ Minder 90+1′ | Spieltelegramm | Sheholli 20′ Sejmenović 41′ Peyretti 44′ 58′ Safari 75′ Kamber 83′ Luís Pimenta 90+1′ | Stadion Schützenwiese, Winterthur Zuschauer: 3'100 Schiedsrichter: Fähndrich |

| 13. August 2014, 19:45 Uhr 5. Runde | Servette Genf        | 0:0            | FC Winterthur          | Stade de Genève, Genf Zuschauer: 2'432 Schiedsrichter: Erlachner |
| 13. August 2014, 19:45 Uhr 5. Runde | Mfuyi 51′ Müller 70′ | Spieltelegramm | Schuler 80′ Minder 81′ | Stade de Genève, Genf Zuschauer: 2'432 Schiedsrichter: Erlachner |

| 16. August 2014, 17:45 Uhr 6. Runde | FC Winterthur                                         | 0:2            | FC Wohlen                                       | Stadion Schützenwiese, Winterthur Zuschauer: 3'500 Schiedsrichter: Gut |
| 16. August 2014, 17:45 Uhr 6. Runde | Marchesano 3′ Schuler 11′ Bengondo 88′ Hajrović 90+2′ | Spieltelegramm | Brahimi 1′ Pezzoni 8′ Stadelmann 33′ Ramizi 90′ | Stadion Schützenwiese, Winterthur Zuschauer: 3'500 Schiedsrichter: Gut |

| 1. September 2014, 19:45 Uhr 7. Runde | FC Schaffhausen                            | 1:4            | FC Winterthur                                                                      | Stadion Breite, Schaffhausen Zuschauer: 2'867 Schiedsrichter: Supercyznski |
| 1. September 2014, 19:45 Uhr 7. Runde | Miani 19′ 47′ N'Dzomo 23′ 90+1' Mollet 82′ | Spieltelegramm | Krasniqi 36′ Iten 43′ D’Angelo 45+2′ 53′ 90+5′ Paiva 55′ Paulinho 72′ Bengondo 78′ | Stadion Breite, Schaffhausen Zuschauer: 2'867 Schiedsrichter: Supercyznski |

| 14. September 2014, 15:00 Uhr 8. Runde | FC Winterthur                       | 2:0            | FC Le Mont-sur-Lausanne                                           | Stadion Schützenwiese, Winterthur Zuschauer: 3'100 Schiedsrichter: Jancevski |
| 14. September 2014, 15:00 Uhr 8. Runde | Paiva 16′ 74′ Foschini 41′ Iten 56′ | Spieltelegramm | N’Diaye 57′ Berisha 69′ Tall 73′ Reis 74′ N’Diaye 75′ Gétaz 90+2′ | Stadion Schützenwiese, Winterthur Zuschauer: 3'100 Schiedsrichter: Jancevski |

| 24. September 2014, 19:45 Uhr 9. Runde | FC Lausanne-Sport                     | 2:1            | FC Winterthur                                      | Stade Olympique de la Pontaise, Lausanne Zuschauer: 1'450 Schiedsrichter: San |
| 24. September 2014, 19:45 Uhr 9. Runde | Rippert 55′ Marazzi 57′ De Pierro 82′ | Spieltelegramm | Bengondo 15′ 24′ D’Angelo 49′ Milani 77′ Paiva 85′ | Stade Olympique de la Pontaise, Lausanne Zuschauer: 1'450 Schiedsrichter: San |

| 29. September 2014, 19:45 Uhr 10. Runde | FC Winterthur                                 | 4:2            | Servette Genf                          | Stadion Schützenwiese, Winterthur Zuschauer: 3'000 Schiedsrichter: Superczynski |
| 29. September 2014, 19:45 Uhr 10. Runde | Bengondo 27′ Paiva 37′ D’Angelo 40′ Çiçek 47′ | Spieltelegramm | Avanzini 17′ Vonlanthen 42′ Pasche 84′ | Stadion Schützenwiese, Winterthur Zuschauer: 3'000 Schiedsrichter: Superczynski |

| 5. Oktober 2014, 15:00 Uhr 11. Runde | FC Chiasso                                                | 1:1            | FC Winterthur  | Stadio Comunale, Chiasso Zuschauer: 1'000 Schiedsrichter: Jancevski |
| 5. Oktober 2014, 15:00 Uhr 11. Runde | Sembroni 37′ Quaresima 61′ Mihajlović 80′ Regazzoni 90+2′ | Spieltelegramm | Akanji 59′ 90′ | Stadio Comunale, Chiasso Zuschauer: 1'000 Schiedsrichter: Jancevski |

| 18. Oktober 2014, 17:45 Uhr 12. Runde | FC Le Mont-sur-Lausanne                            | 3:2            | FC Winterthur                                     | Stade Sous-Ville, Baulmes Zuschauer: 350 Schiedsrichter: Gut |
| 18. Oktober 2014, 17:45 Uhr 12. Runde | Mustafi 27′ 58′ 78′ Berisha 63′ Araz 88′ Leoni 88′ | Spieltelegramm | Çiçek 49′ Hajrović 53′ Tighazoui 70′ D’Angelo 90′ | Stade Sous-Ville, Baulmes Zuschauer: 350 Schiedsrichter: Gut |

| 27. Oktober 2014, 19:45 Uhr 13. Runde | FC Winterthur                                                            | 3:2            | FC Schaffhausen                       | Stadion Schützenwiese, Winterthur Zuschauer: 3'300 Schiedsrichter: Hänni |
| 27. Oktober 2014, 19:45 Uhr 13. Runde | Bengondo 36′ Paiva 38′ Çiçek 46′ Schnorf 56′ Marchesano 72′ Krasniqi 83′ | Spieltelegramm | Tadić 9′ Gül 45′ Schnorf 51′ Ivić 86′ | Stadion Schützenwiese, Winterthur Zuschauer: 3'300 Schiedsrichter: Hänni |

| 1. November 2014, 17:45 Uhr 14. Runde | FC Winterthur | 0:0            | FC Lugano              | Stadion Schützenwiese, Winterthur Zuschauer: 3'100 Schiedsrichter: Schnyder |
| 1. November 2014, 17:45 Uhr 14. Runde | Krasniqi 28′  | Spieltelegramm | Urbano 56′ Toretti 88′ | Stadion Schützenwiese, Winterthur Zuschauer: 3'100 Schiedsrichter: Schnyder |

| 8. November 2014, 17:45 Uhr 15. Runde | FC Wil | 0:3            | FC Winterthur                       | IGP Arena, Wil Zuschauer: 1'740 Schiedsrichter: Staubli |
| 8. November 2014, 17:45 Uhr 15. Runde |        | Spieltelegramm | Bengondo 24′ 30′ 66′ Marchesano 87′ | IGP Arena, Wil Zuschauer: 1'740 Schiedsrichter: Staubli |

| 23. November 2014, 15:00 Uhr 16. Runde | FC Winterthur             | 0:1            | FC Lausanne-Sport                              | Stadion Schützenwiese, Winterthur Zuschauer: 3'000 Schiedsrichter: Superczynski |
| 23. November 2014, 15:00 Uhr 16. Runde | Paulinho 18′ D’Angelo 64′ | Spieltelegramm | Dupuis 19′ (Penalty) Rippert 27′ 69' Savic 90′ | Stadion Schützenwiese, Winterthur Zuschauer: 3'000 Schiedsrichter: Superczynski |

| 30. November 2014, 15:00 Uhr 17. Runde | FC Biel                                            | 2:2            | FC Winterthur                                 | Stadion Gurzelen, Biel Zuschauer: 868 Schiedsrichter: Huwiler |
| 30. November 2014, 15:00 Uhr 17. Runde | Manière 23′ Siegrist 63′ Safari 74′ Salamand 90+2′ | Spieltelegramm | Bengondo 46′ 88′ 90+3' Paiva 61′ Krasniqi 90′ | Stadion Gurzelen, Biel Zuschauer: 868 Schiedsrichter: Huwiler |

| 7. Dezember 2014, 15:00 Uhr 18. Runde | FC Wohlen                                         | 1:0            | FC Winterthur          | Stadion Niedermatten, Wohlen Zuschauer: 1'650 Schiedsrichter: Jancevski |
| 7. Dezember 2014, 15:00 Uhr 18. Runde | Ramizi 33′ 83′ Minkwitz 61′ Brahimi 84′ Thaqi 89′ | Spieltelegramm | D’Angelo 40′ Paiva 67′ | Stadion Niedermatten, Wohlen Zuschauer: 1'650 Schiedsrichter: Jancevski |

#### Rückrunde
| 25. Februar 2015, 19:45 Uhr 19. Runde | FC Winterthur                              | 2:1            | FC Le Mont-sur-Lausanne | Stadion Schützenwiese, Winterthur Zuschauer: 1'600 Schiedsrichter: Erlachner |
| 25. Februar 2015, 19:45 Uhr 19. Runde | Foschini 36′ D’Angelo 54′ 56' Krasniqi 88′ | Spieltelegramm | Reis 31′ Sessolo 82′    | Stadion Schützenwiese, Winterthur Zuschauer: 1'600 Schiedsrichter: Erlachner |

| 18. März 2015, 18:30 Uhr 20. Runde | FC Biel                               | 4:1            | FC Winterthur                         | Gurzelen, Biel Zuschauer: 982 Schiedsrichter: Studer |
| 18. März 2015, 18:30 Uhr 20. Runde | Ukoh 30′ Cidimar 45′ 76′ Peyretti 84′ | Spieltelegramm | Paiva 4′ 32′ Paulinho 28′ Schuler 62′ | Gurzelen, Biel Zuschauer: 982 Schiedsrichter: Studer |

| 21. Februar 2015, 17:45 Uhr 21. Runde | FC Wil                                               | 2:2            | FC Winterthur              | IGP Arena, Wil Zuschauer: 1'450 Schiedsrichter: Jancevski |
| 21. Februar 2015, 17:45 Uhr 21. Runde | Lekaj 14′ Stillhart 49′ 61′ Koller 67′ Sacirovic 88′ | Spieltelegramm | Krasniqi 57′ 32′ Paiva 65′ | IGP Arena, Wil Zuschauer: 1'450 Schiedsrichter: Jancevski |

| 2. März 2015, 19:45 Uhr 22. Runde | FC Winterthur                     | 2:1            | FC Schaffhausen                           | Stadion Schützenwiese, Winterthur Zuschauer: 3'200 Schiedsrichter: Gut |
| 2. März 2015, 19:45 Uhr 22. Runde | Çiçek 8′ Foschini 17′ Schuler 27′ | Spieltelegramm | Gonçalves 45+1′ Almerares 58′ Mariani 80′ | Stadion Schützenwiese, Winterthur Zuschauer: 3'200 Schiedsrichter: Gut |

| 7. März 2015, 16:00 Uhr 23. Runde | Servette Genf                                        | 2:1            | FC Winterthur                       | Stade de Genève, Genf Zuschauer: 4'039 Schiedsrichter: Ovcharov |
| 7. März 2015, 16:00 Uhr 23. Runde | Dams 47′ Gazzetta 58′ 59′ Vonlanthen 63′ Doumbia 87′ | Spieltelegramm | Bengondo 18′ Paiva 69′ D’Angelo 85′ | Stade de Genève, Genf Zuschauer: 4'039 Schiedsrichter: Ovcharov |

| 14. März 2015, 17:45 Uhr 24. Runde | FC Winterthur                                            | 4:1            | FC Lausanne-Sport                      | Stadion Schützenwiese, Winterthur Zuschauer: 3'000 Schiedsrichter: Tschudi |
| 14. März 2015, 17:45 Uhr 24. Runde | Foschini 7′ Bengondo 11′ Paiva 50′ Çiçek 67′ Nushi 90+3′ | Spieltelegramm | Malonga 42′ Krasniqi 85′ Dessarzin 90′ | Stadion Schützenwiese, Winterthur Zuschauer: 3'000 Schiedsrichter: Tschudi |

| 22. März 2015, 15:00 Uhr 25. Runde | FC Lugano                                                         | 3:0            | FC Winterthur                             | Stadio Cornaredo, Lugano Zuschauer: 2'847 Schiedsrichter: Amhof |
| 22. März 2015, 15:00 Uhr 25. Runde | Paçarizi 14′ Rey 45+2′ Tosetti 56′ Rossini 66′ 68′ Cortelezzi 89′ | Spieltelegramm | Iapichino 13′ Paulinho 45+2′ Akanji 90+1′ | Stadio Cornaredo, Lugano Zuschauer: 2'847 Schiedsrichter: Amhof |

| 2. April 2015, 19:45 Uhr 26. Runde | FC Winterthur | 1:2            | FC Wohlen                     | Stadion Schützenwiese, Winterthur Zuschauer: 2'600 Schiedsrichter: Gut |
| 2. April 2015, 19:45 Uhr 26. Runde | Çiçek 22′     | Spieltelegramm | Pezzoni 7′ Rapp 55′ Buess 71′ | Stadion Schützenwiese, Winterthur Zuschauer: 2'600 Schiedsrichter: Gut |

| 11. April 2015, 17:45 Uhr 27. Runde | FC Winterthur              | 0:0            | FC Chiasso  | Stadion Schützenwiese, Winterthur Zuschauer: 2'500 Schiedsrichter: Ovcharov |
| 11. April 2015, 17:45 Uhr 27. Runde | Iapichino 46′ Hajrović 77′ | Spieltelegramm | Parfait 43′ | Stadion Schützenwiese, Winterthur Zuschauer: 2'500 Schiedsrichter: Ovcharov |

| 20. April 2015, 19:45 Uhr 28. Runde | FC Schaffhausen                                                  | 3:2            | FC Winterthur              | Stadion Breite, Schaffhausen Zuschauer: 2'559 Schiedsrichter: Huwiler |
| 20. April 2015, 19:45 Uhr 28. Runde | Tadic 29′ Alioski 35′ Bunjaku 41′ Mariani 52′ 57′ dos Santos 65′ | Spieltelegramm | Bengondo 78′ Tighazoui 88′ | Stadion Breite, Schaffhausen Zuschauer: 2'559 Schiedsrichter: Huwiler |

| 25. April 2015, 17:45 Uhr 29. Runde | FC Winterthur | 0:1            | FC Lugano                                                      | Stadion Schützenwiese, Winterthur Zuschauer: 2'500 Schiedsrichter: Superczynski |
| 25. April 2015, 17:45 Uhr 29. Runde | Iten 87′      | Spieltelegramm | Basic 37′ Lombardi 64′ Malvino 66′ Melazzi 74′ Sabbatini 90+4′ | Stadion Schützenwiese, Winterthur Zuschauer: 2'500 Schiedsrichter: Superczynski |

| 29. April 2015, 19:45 Uhr 30. Runde | FC Wohlen                                                   | 2:1            | FC Winterthur               | Stadion Niedermatten, Wohlen Zuschauer: 1'240 Schiedsrichter: Staubli |
| 29. April 2015, 19:45 Uhr 30. Runde | Schultz 26′ Ramizi 38′ Giampà 42′ Brahimi 60′ Geissmann 87′ | Spieltelegramm | Iapichino 11′ Fassnacht 82′ | Stadion Niedermatten, Wohlen Zuschauer: 1'240 Schiedsrichter: Staubli |

| 3. Mai 2015, 15:00 Uhr 31. Runde | FC Winterthur                                                               | 5:2            | FC Biel                                                                  | Stadion Schützenwiese, Winterthur Zuschauer: 2'000 Schiedsrichter: San |
| 3. Mai 2015, 15:00 Uhr 31. Runde | Foschini 11′ 44′ Schuler 13′ 33' Tighazoui 17′ 40′ Paiva 54′ Bengondo 90+4′ | Spieltelegramm | Cidimar 69′ (Penalty) Morello 71′ Safari 77′ Pimenta 84′ Sabbatini 90+4′ | Stadion Schützenwiese, Winterthur Zuschauer: 2'000 Schiedsrichter: San |

| 10. Mai 2015, 15:00 Uhr 32. Runde | FC Le Mont-sur-Lausanne                        | 1:3            | FC Winterthur                                                   | Stade Sous-Ville, Baulmes Zuschauer: 350 Schiedsrichter: Fähndrich |
| 10. Mai 2015, 15:00 Uhr 32. Runde | Reis 12′ Dubajic 34′ 65′ Chappuis 48′ Tall 74′ | Spieltelegramm | Bengondo 14′ (Penalty) 79′ Iten 45+3′ Tighazoui 77′ Çiçek 90+1′ | Stade Sous-Ville, Baulmes Zuschauer: 350 Schiedsrichter: Fähndrich |

| 17. Mai 2015, 15:00 Uhr 33. Runde | FC Chiasso                 | 0:0            | FC Winterthur           | Stadio Comunale, Chiasso Zuschauer: 1'000 Schiedsrichter: Tschudi |
| 17. Mai 2015, 15:00 Uhr 33. Runde | Maccoppi 31′ Regazzoni 45′ | Spieltelegramm | Köfler 32′ Akanji 90+3′ | Stadio Comunale, Chiasso Zuschauer: 1'000 Schiedsrichter: Tschudi |

| 22. Mai 2015, 19:45 Uhr 34. Runde | FC Winterthur                                                 | 4:1            | FC Wil                          | Stadion Schützenwiese, Winterthur Zuschauer: 3'300 Schiedsrichter: Schnyder |
| 22. Mai 2015, 19:45 Uhr 34. Runde | Bengondo 5′ (Penalty) 69′ Paiva 25′ D’Angelo 60′ Akanji 90+3′ | Spieltelegramm | Cerrone 14′ (Penalty) Matri 89′ | Stadion Schützenwiese, Winterthur Zuschauer: 3'300 Schiedsrichter: Schnyder |

| 25. Mai 2015, 18:00 35. Runde | FC Lausanne-Sport | 1:1            | FC Winterthur | Stade Olympique de la Pontaise, Lausanne Zuschauer: 1'030 Schiedsrichter: al-Marri |
| 25. Mai 2015, 18:00 35. Runde | Dessarzin 22′     | Spieltelegramm | D’Angelo 75′  | Stade Olympique de la Pontaise, Lausanne Zuschauer: 1'030 Schiedsrichter: al-Marri |

| 30. Mai 2015, 19:45 Uhr 36. Runde | FC Winterthur                                               | 4:0            | Servette Genf | Stadion Schützenwiese, Winterthur Zuschauer: 3'400 Schiedsrichter: Huwiler |
| 30. Mai 2015, 19:45 Uhr 36. Runde | Tighazoui 26′ 43′ Bengondo 59′ Trachsel 77′ Fassnacht 90+2′ | Spieltelegramm |               | Stadion Schützenwiese, Winterthur Zuschauer: 3'400 Schiedsrichter: Huwiler |

### Schweizer Cup

#### 1. Runde
| 23. August 2014, 17:00 Uhr | FC Eschenbach                       | 1:3            | FC Winterthur                                    | Sportplatz Weiherhaus Zuschauer: 800 Schiedsrichter: Tschudin |
| 23. August 2014, 17:00 Uhr | Silvan Sager 42′ Raphael Felder 67′ | Spieltelegramm | Budimir 10′ Çiçek 74′ Tighazoui 81′ Krasniqi 90′ | Sportplatz Weiherhaus Zuschauer: 800 Schiedsrichter: Tschudin |

#### 2. Runde
| 21. September 2014, 14:00 Uhr | FC Winterthur              | 0:4            | FC Basel                                   | Stadion Schützenwiese, Winterthur Zuschauer: 5'500 Schiedsrichter: Studer |
| 21. September 2014, 14:00 Uhr | Bengondo 15′ Iapichino 71′ | Spieltelegramm | Elneny 31′ 45′ Embolo 36′ 43′ 66′ Díaz 64′ | Stadion Schützenwiese, Winterthur Zuschauer: 5'500 Schiedsrichter: Studer |

## Statistik

### Teamstatistik
| Wettbewerb       | Punkte | daheim | daheim | daheim | daheim | daheim | auswärts | auswärts | auswärts | auswärts | auswärts | Total | Total | Total | Total | Total | Tordifferenz |
| Wettbewerb       | Punkte | Sp     | G      | U      | N      | TV     | Sp       | G        | U        | N        | TV       | Sp    | G     | U     | N     | TV    | Tordifferenz |
| ---------------- | ------ | ------ | ------ | ------ | ------ | ------ | -------- | -------- | -------- | -------- | -------- | ----- | ----- | ----- | ----- | ----- | ------------ |
| Challenge League | 53     | 18     | 12     | 2      | 4      | 40:19  | 18       | 3        | 6        | 9        | 25:30    | 36    | 15    | 8     | 13    | 65:49 | +16          |
| Schweizer Cup    | –      | 1      | 0      | 0      | 1      | 0:4    | 1        | 1        | 0        | 0        | 3:1      | 2     | 1     | 0     | 1     | 3:5   | −2           |
| Total            | –      | 19     | 12     | 2      | 5      | 40:23  | 19       | 4        | 6        | 9        | 28:31    | 38    | 16    | 8     | 14    | 68:54 | +14          |

### Saisonverlauf
| Spieltag | 1 | 2 | 3 | 4 | 5 | 6 | 7 | 8 | 9 | 10 | 11 | 12 | 13 | 14 | 15 | 16 | 17 | 18 | 19 | 20 | 21 | 22 | 23 | 24 | 25 | 26 | 27 | 28 | 29 | 30 | 31 | 32 | 33 | 34 | 35 | 36 |
| -------- | - | - | - | - | - | - | - | - | - | -- | -- | -- | -- | -- | -- | -- | -- | -- | -- | -- | -- | -- | -- | -- | -- | -- | -- | -- | -- | -- | -- | -- | -- | -- | -- | -- |
| Spielort | H | A | H | H | A | A | A | H | A | H  | A  | A  | H  | H  | A  | H  | A  | A  | H  | A  | A  | H  | A  | H  | A  | H  | H  | A  | H  | A  | H  | A  | A  | H  | A  | H  |
| Resultat | S | N | S | S | U | N | S | S | N | S  | U  | N  | S  | U  | S  | N  | U  | N  | S  | N  | U  | S  | N  | S  | N  | N  | U  | N  | N  | N  | S  | S  | U  | S  | U  | S  |
| Platz    | 1 | 5 | 2 | 2 | 2 | 2 | 2 | 2 | 3 | 2  | 2  | 3  | 3  | 4  | 4  | 4  | 4  | 4  | 4  | 4  | 4  | 4  | 4  | 4  | 4  | 4  | 4  | 4  | 4  | 4  | 4  | 4  | 4  | 4  | 4  | 4  |

Quelle: Saison-Archiv Challenge League – Detailrangliste 2014/15. Swiss Football League, abgerufen am 9. Februar 2017.
Legende: Spielort: H = Heim; A = Auswärts. Resultat: S = Sieg; U = Unentschieden; N = Niederlage; A = annulliertes Spiel

### Spielerstatistik
| Spieler             | Challenge League | Challenge League | Challenge League | Challenge League | Schweizer Cup | Schweizer Cup | Schweizer Cup | Schweizer Cup | Total    | Total | Total       | Total      |
| Spieler             | Einsätze         | Tore             | Gelbe Karte      | Rote Karte       | Einsätze      | Tore          | Gelbe Karte   | Rote Karte    | Einsätze | Tore  | Gelbe Karte | Rote Karte |
| ------------------- | ---------------- | ---------------- | ---------------- | ---------------- | ------------- | ------------- | ------------- | ------------- | -------- | ----- | ----------- | ---------- |
| Manuel Akanji       | 32               | 1                | 4                | 0                | 2             | 0             | 0             | 0             | 34       | 1     | 4           | 0          |
| Patrik Baumann      | 2                | 0                | 0                | 0                | 0             | 0             | 0             | 0             | 2        | 0     | 0           | 0          |
| Mario Budimir       | 1                | 0                | 0                | 0                | 1             | 1             | 0             | 0             | 2        | 1     | 0           | 0          |
| Patrick Bengondo    | 32               | 16               | 8                | 1                | 2             | 0             | 1             | 0             | 34       | 16    | 9           | 1          |
| Yannick Bünzli      | 0                | 0                | 0                | 0                | 0             | 0             | 0             | 0             | 0        | 0     | 0           | 0          |
| Tunahan Çiçek       | 33               | 6                | 4                | 0                | 2             | 1             | 0             | 0             | 35       | 7     | 4           | 0          |
| Gianluca D’Angelo   | 29               | 6                | 6                | 2                | 2             | 0             | 0             | 0             | 31       | 6     | 6           | 2          |
| Ariel Abed Dakouri  | 0                | 0                | 0                | 0                | 0             | 0             | 0             | 0             | 0        | 0     | 0           | 0          |
| Jan Elvedi          | 1                | 0                | 0                | 0                | 0             | 0             | 0             | 0             | 1        | 0     | 0           | 0          |
| Christian Fassnacht | 13               | 2                | 0                | 0                | 0             | 0             | 0             | 0             | 13       | 2     | 0           | 0          |
| Sandro Foschini     | 29               | 5                | 1                | 0                | 1             | 0             | 0             | 0             | 30       | 5     | 1           | 0          |
| Sead Hajrovic       | 33               | 0                | 3                | 0                | 2             | 0             | 0             | 0             | 35       | 0     | 3           | 0          |
| Dennis Iapichino    | 32               | 0                | 3                | 0                | 2             | 0             | 0             | 1             | 34       | 0     | 3           | 1          |
| Stefan Iten         | 16               | 0                | 4                | 0                | 0             | 0             | 0             | 0             | 16       | 0     | 4           | 0          |
| João Paiva          | 35               | 15               | 4                | 0                | 1             | 0             | 0             | 0             | 36       | 15    | 4           | 0          |
| Paulinho            | 28               | 1                | 2                | 2                | 2             | 0             | 0             | 0             | 30       | 1     | 2           | 2          |
| Genc Krasniqi       | 15               | 2                | 4                | 0                | 2             | 0             | 1             | 0             | 17       | 2     | 5           | 0          |
| Kristian Kuzmanovic | 1                | 0                | 0                | 0                | 0             | 0             | 0             | 0             | 1        | 0     | 0           | 0          |
| Marco Köfler        | 28               | 0                | 1                | 0                | 1             | 0             | 0             | 0             | 29       | 0     | 1           | 0          |
| Tiziano Lanza       | 2                | 0                | 0                | 0                | 0             | 0             | 0             | 0             | 2        | 0     | 0           | 0          |
| Antonio Marchesano  | 24               | 2                | 2                | 0                | 2             | 0             | 0             | 0             | 26       | 2     | 2           | 0          |
| Simon Mesonero      | 2                | 0                | 0                | 0                | 0             | 0             | 0             | 0             | 2        | 0     | 0           | 0          |
| Stefano Milani      | 9                | 0                | 1                | 0                | 0             | 0             | 0             | 0             | 9        | 0     | 1           | 0          |
| Matthias Minder     | 32               | 0                | 2                | 0                | 0             | 0             | 0             | 0             | 32       | 0     | 2           | 0          |
| David Moser         | 4                | 0                | 0                | 0                | 2             | 0             | 0             | 0             | 6        | 0     | 0           | 0          |
| Kristian Nushi      | 15               | 1                | 0                | 0                | 0             | 0             | 0             | 0             | 15       | 1     | 0           | 0          |
| Tobias Schättin     | 0                | 0                | 0                | 0                | 0             | 0             | 0             | 0             | 0        | 0     | 0           | 0          |
| Patrik Schuler      | 23               | 0                | 4                | 1                | 0             | 0             | 0             | 0             | 23       | 0     | 4           | 1          |
| Amin Tighazoui      | 23               | 6                | 2                | 0                | 2             | 1             | 0             | 0             | 25       | 7     | 2           | 0          |
| Marco Trachsel      | 3                | 1                | 0                | 0                | 0             | 0             | 0             | 0             | 3        | 1     | 0           | 0          |
| Aleksandar Zarkovic | 1                | 0                | 0                | 0                | 1             | 0             | 0             | 0             | 2        | 0     | 0           | 0          |